# Downing (Wisconsin)
Downing es una villa ubicada en el condado de Dunn en el estado estadounidense de Wisconsin. En el Censo de 2010 tenía una población de 265 habitantes y una densidad poblacional de 34,52 personas por km².

## Geografía
Downing se encuentra ubicada en las coordenadas 45°2′59″N 92°7′28″O / 45.04972, -92.12444. Según la Oficina del Censo de los Estados Unidos, Downing tiene una superficie total de 7.68 km², de la cual 7.68 km² corresponden a tierra firme y (0%) 0 km² es agua.

## Demografía
Según el censo de 2010, había 265 personas residiendo en Downing. La densidad de población era de 34,52 hab./km². De los 265 habitantes, Downing estaba compuesto por el 99.25% blancos, el 0% eran afroamericanos, el 0.38% eran amerindios, el 0% eran asiáticos, el 0% eran isleños del Pacífico, el 0.38% eran de otras razas y el 0% pertenecían a dos o más razas. Del total de la población el 0.38% eran hispanos o latinos de cualquier raza.